# Un genio, due compari, un pollo
Un Genio, due Compari, un Pollo, ook wel bekend als A Genius, Two Partners and a Dupe en Nobody's the Greatest, is een komische Italiaanse spaghettiwestern uit 1975 in een regie van Damiano Damiani. Het is eveneens de laatste spaghettiwestern waaraan Sergio Leone als regisseur aan meewerkte. Leone deed de regie van de openingsscène.
In 2005 werd de film op DVD uitgebracht.

## Verhaal
Joe Thanks (Terence Hill) is een gewiekste oplichter die meestal samenwerkt met twee vrienden: de mesties Steam Engine Bill (Robert Charlebois) en Lucy (Miou-Miou). Lucy is verliefd op beide mannen, en beide mannen zijn verliefd op Lucy.
Nadat het Joe, Bill en Lucy zien hoe kolonel Pembroke op de prairie vermoord wordt, bedenkt Joe een nauwkeurig uitgewerkt plan om $300,000 te stelen van Major Cabot (Patrick McGoohan), de overste van een plaatselijk militair fort die zijn positie misbruikt om van de lokale indianen te bedriegen en bestelen.
Bij het fort geeft Bill zich uit voor kolonel Pembroke en Lucy voor de dochter van Pembroke. Het theater wordt na een tijdje doorzien, en Bill en Joe belanden in de cel… Geheel volgens plan.

## Rolverdeling
| Acteur            | Personage                     |
| ----------------- | ----------------------------- |
| Terence Hill      | Joe Thanks                    |
| Miou-Miou         | Lucy/Lilla                    |
| Patrick McGoohan  | Major Cabo/Harris             |
| Robert Charlebois | Steam Engine Bill/Paul Lambet |
| Klaus Kinski      | Doc Foster                    |
| Jean Martin       | Kolonel Pembroke              |
| Miriam Mahler     | Dochter van Colonel Pembroke  |
| Raimund Harmstorf | Sergeant Milton               |
| Benito Stefanelli | Mortimer                      |
| Pietro Vida       | Jerry/Jelly Roll              |
| Roy Bosier        | Jeremy                        |
| Frederick Ledebur | Don Felipe                    |
| Renato Baldini    | Sheriff                       |
| Mario Brega       | Krutscher                     |
| Lina Franchi      | Mary Gomez                    |
| Mario Valgoi      | Thomas                        |
| Rick Battaglia    | Captain                       |
| Pietro Torrisi    | Handlanger van Mortimer       |
| Gerard Boucaron   | Dorpsidioot                   |
| Elio Angelucci    | Klant van het bordeel         |
| Furio Meniconi    |                               |
| Clara Colissimo   |                               |
| Fernando Cerulli  |                               |
| Carla Casola      |                               |
| Vittorio Fancfoni |                               |
| Armando Bottin    |                               |
| Bonnie Miles      |                               |

## Muziek
De muziek voor Un genio, due compari, un pollo werd gecomponeerd door Ennio Morricone. De muziek is sterk gelijkaardig aan die van andere spaghettiwesterns waarvoor Morricone de muziek componeerde. Een up-beat popversie van muziek uit My Name is Nobody werd gebruikt als main theme. Een adaptatie op muziek van The Good, the Bad and the Ugly gecombineerd met Beethoven’s Für Elise werd gebruikt voor een postkoetsachtervolging en als leidmotief voor de drie hoofdpersonages.
In tegenstelling tot de rest van de film kreeg de filmmuziek van Morricone overwegend positieve kritiek
Het lied "Glory, glory, glory" werd gezongen door Catherine Howe.

## My Name is Nobody
Alhoewel de film lokaal de titel Nobody's the Greatest meekreeg, is het geen prequel of sequel op de film My Name is Nobody. Ondanks het feit dat Terence Hill opnieuw een hoofdrol speelt én ondanks het feit dat elementen uit de filmmuziek van My Name is Nobody terugkeren. In geen van beide films wordt ook maar de minste referentie naar elkaar gemaakt. Daarnaast heeft het personage van Hill nu wél een naam: Joe Thanks; terwijl hij in My Name is Nobody de anonieme “Nobody” speelde.

## Kritieken
Dankzij de populariteit van Terence Hill (Joe Thanks) werd de film een redelijk succes in de Europese bioscopen. De film werd echter zeer negatief onthaald door professionele recensenten. Zelfs na verloop van tijd bleef de film weinig geliefd onder critici en bleef enige vorming van een cultstatus uit.
Zelfs onder de medewerkers van de film was de kritiek niet mals. Ondanks het feit dat Sergio Leone het originele verhaal bedacht, co-regisseur en co-producer was, was hij niet tevreden met het resultaat. In die mate zelfs dat Leone weigerde geaccrediteerd te worden. 

## Anachronisme
Onder de vlaggen in het bureau van Major Cabot bevinden zich vlaggen van de EU en de DDR. Zowel de oprichting van de EU als van de DDR dateert van lang na de setting van de film.